# Jan Ketelaar (beeldhouwer)
Jan Ketelaar (Hoogezand-Sappemeer, 1958) is een Nederlands beeldend kunstenaar, dichter en schrijver uit Drachten. Jan Ketelaar is een zoon van de Drachtster 'rode dominee' Jaap Ketelaar.

## Kunstenaar
Na acht jaar middelbare school, vijf jaar Pedagogische Academie en verschillende baantjes ging hij op veertigjarige leeftijd naar de kunstacademie. In 2002 studeerde hij af aan Academie Minerva, in de richting interdisciplinaire beeldhouwkunst.
Zijn beelden zijn meters hoog tot enkele centimeters klein. De meestal roestkleurige werken zijn vaak opgebouwd uit metalen strips, stroken en draden. Vaak zijn de werken voorzien van lasnaden, lasribbels en bobbels. Beelden lijken soms van brons te zijn gemaakt, maar zijn meestal gelast.

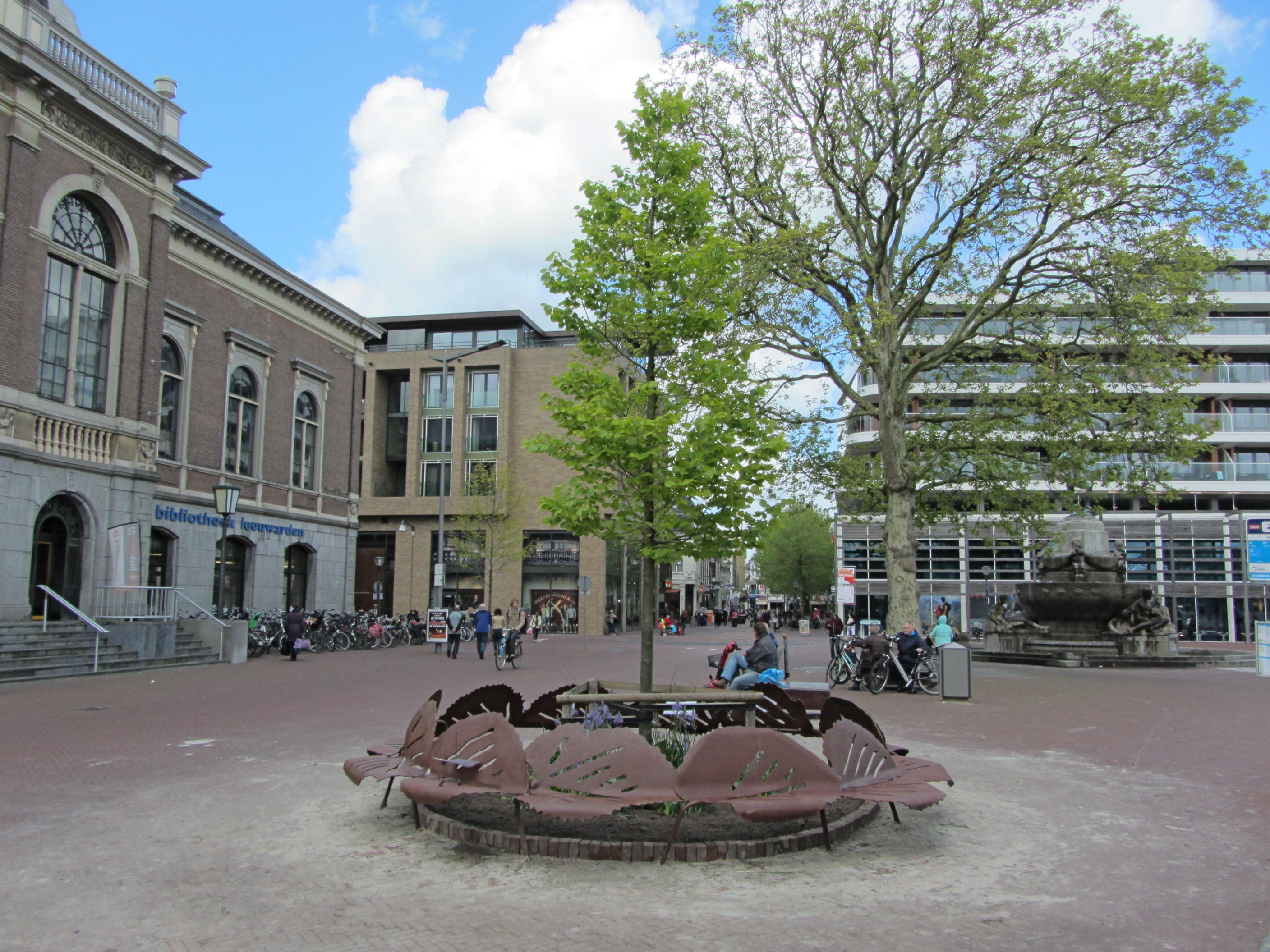
Bank rond Willem-Alexanderlinde voor het beursgebouw in Leeuwarden.

Beelden van Ketelaar zijn te zien in Museum Dr8888. Bekende sculpturen in de openbare ruimte zijn het stalen beeld 'De reiziger' in Weerdinge, het marmeren beeld 'Jakobsladder' in Borba in de wijk Évora in Portugal en diverse werken in Drachten. Ketelaar exposeerde onder meer in Portugal, Bremen en New York. Enkele van de grotere beelden zijn:

### Koningslindeboom
De koninklijke plek van Ketelaar, een plek in de vorm van een bank bestaande uit een lauwerkrans van lindebladeren, werd in 2014 in Leeuwarden geplaatst rond de eerste koningslindeboom van Nederland. Het standbeeld staat voor het Beursgebouw in Leeuwarden. Het is een herinnering aan de kroning van koning Willem-Alexander op 30 april 2013.

### Wachten op hoog water

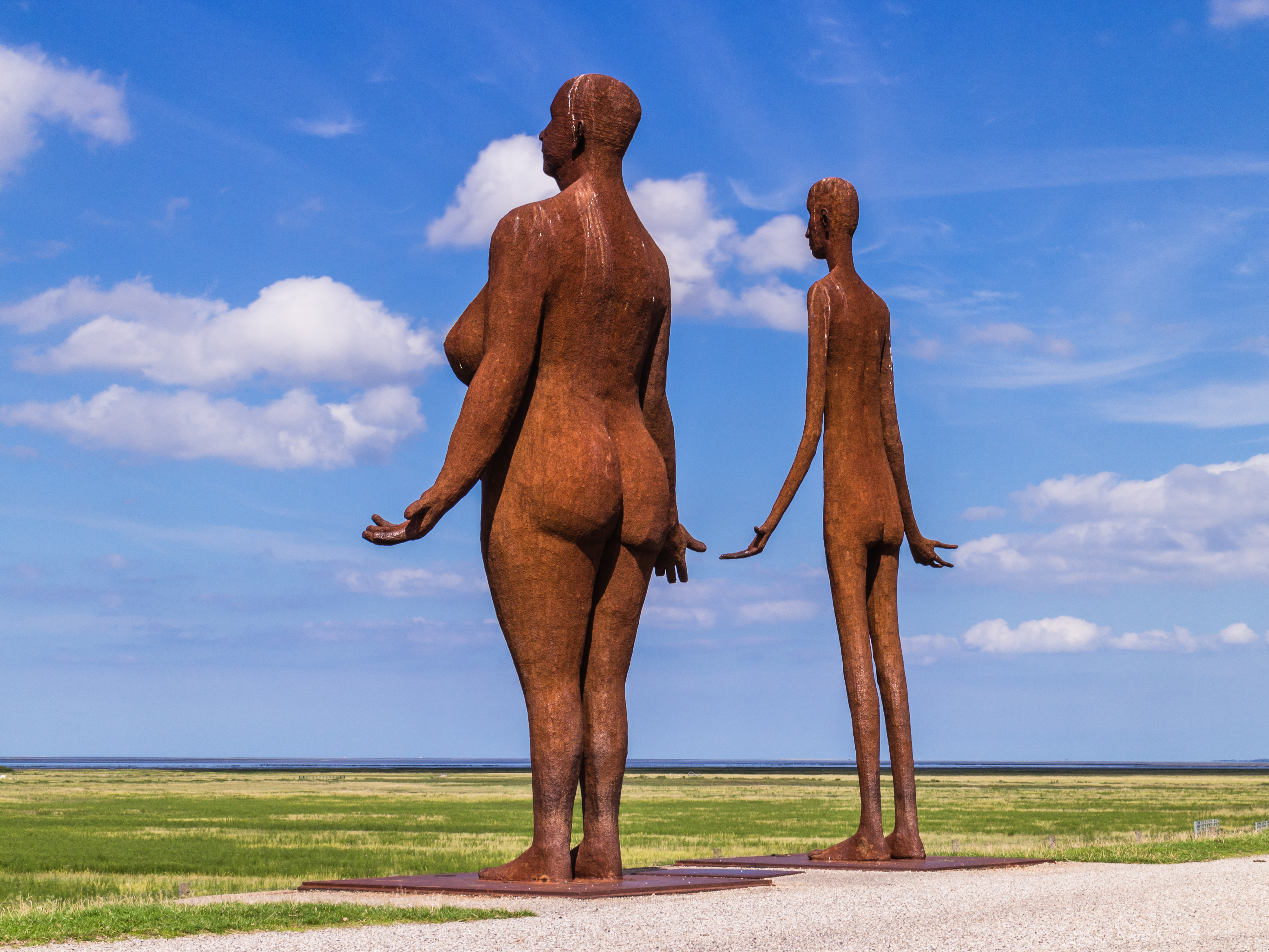
Wachten op hoog water Het beeld bestaat uit twee, van metaal gelaste, vrouwen van vijf meter hoog. Een volle vrouw en een dunne vrouw. Ze kijken uit over zee. Het beeld gaat over de zoektocht naar balans en uitwisseling. De beelden staan op de dijk in Holwert en zijn onderdeel van het landschapskunstproject Sense of Place van Oerol-oprichter Joop Mulder.

'Wachten op hoog water' is een vijf meter hoog beeld van twee vrouwen, gelast uit metaal. De beelden waren bedoeld ter viering van het 30-jarig jubileum van Oerol, maar ze waren niet op tijd klaar. Een dikke vrouw en een magere vrouw kijken uit over de Waddenzee bij Holwert. De volle vrouw werd geïnstalleerd in 2018, het jaar van de culturele hoofdstad, een jaar later werd ze vergezeld door de dunne vrouw. Het beeld is bedoeld om mensen samen te brengen in een zoektocht naar evenwicht en uitwisseling. Bezoekers kunnen tussen de beelden staan en de beelden aan de hand nemen.

### Banken in Arboretum Belmonte
In het arboretum Belmonte in Wageningen staan sinds 2022 twee grote lindebladeren van cortenstaal. In de bankjes met de teksten 'Ontmoet Inge' en 'Ingrid Verhoeckx–Rietman' met twee aan elkaar gekoppelde ringen. Ze verwijzen naar de trouwdatum 27–6–'79 van Inge Verhoeckx–Rietman die in 2021 overleed in Drachten.

## Dichter
Met zijn gedichten stond hij in 2008 en 2012 in de finale van het NK Poetry Slam in Utrecht. In 2014 debuteerde hij met de bundel: Van een man die dacht, ik wil niet meer denken.

## Potzenmaker
Als potzenmaker organiseert hij culturele en literaire bijeenkomsten. Als directeur van arbeidscollectief Potzenmakerij wil hij 'serieuze grappen' maken (potzen). Daarom concentreert hij zich op het WK irrigeren, het WK opruimen van mijnen en het WK plastic vissen. Dergelijke potzen kunnen verschillende vormen aannemen, zoals verzen, liedjes, lezingen, documentaires, schilderijen of andere vormen. Ketelaar reageert met zijn potzen op de wereld om hem heen, waardoor de wereld draaglijk wordt.
Met zijn metershoge beelden, ‘de staat van Nederland’, reed hij meerdere keren met een vorkheftruck door Nederland, bijvoorbeeld van Drachten naar Den Haag. Hij werd door de politie in Baarn aangehouden, maar later door de rechtbank in Utrecht vrijgesproken. In 2009 organiseerde hij samen met Martin Šimek, drie vooraanstaande Drachtenaren en publiek een theaterprogramma over 'Liefde, Verlangen en Idealen'.
In 2013 reed hij met een ingehuurde hoogwerker door het centrum van Drachten. Om de zoveel meter liet hij zich opheffen om vanaf dit hoge platform een gedicht voor te dragen.

## Prijzen
- In zijn afstudeerjaar 2002 won hij een eervolle vermelding en een geldprijs op het Concurso Regional de Cantaria in Portugal.
- In 2018 ontving hij de Gratama cultuurprijs voor zijn passie voor kunst, cultuur, de ‘gemeenschap’ en de Friese taal.